# Liste des évêques du Cap des Palmes
Liste des évêques du Cap des Palmes
(Dioecesis Capitis Palmensis)
La préfecture apostolique du Cap des Palmes est créée le 2 février 1950, par détachement du vicariat apostolique du Liberia.
Elle est elle-même érigée en vicariat apostolique le 7 mai 1962, puis en évêché le 19 décembre 1981.

## Liste des préfets apostoliques
- 27 octobre 1950-20 décembre 1960 : Francis Carroll
- 20 décembre 1960-7 mai 1962 : siège vacant

## Liste des vicaires apostoliques
- 7 mai 1962-30 juillet 1972 : Nicholas Grimley
- 30 juillet 1972-† 18 août 1973 : Patrick Juwle (Patrick Kla Juwle)
- 17 décembre 1973-19 décembre 1981 : Boniface Dalieh (Boniface Nyema Dalieh)

## Liste des évêques
- 19 décembre 1981-15 octobre 2008 : Boniface Dalieh (Boniface Nyema Dalieh), promu évêque.
- 15 octobre 2008-5 janvier 2011 : siège vacant
- depuis le 5 janvier 2011 : Andrew Karnley (Andrew Jagaye Karnley)

## Sources
- L'ANNUAIRE PONTIFICAL, sur le site http://www.catholic-hierarchy.org, à la page